# 新世界 (平原綾香の曲)
『新世界』（しんせかい）は、平原綾香の19枚目のシングル。

## 解説
シングルとしては前作『朱音 あかね』から約3か月ぶりとなる。前作はリカット・シングルであったため、2009年において純粋な新曲としては本作が初となる。

## 楽曲解説

### 新世界
この曲は、アントニン・ドヴォルザークの交響曲第9番『新世界より』第2楽章をベースに、平原自身が詞を付けて仕上げたものである。編曲はデビュー・シングル『Jupiter』の編曲も手掛けた坂本昌之が担当している。
「新世界より」を選んだ経緯
前年のアルバム『Path of Independence』のリリースは、平原にとっては"自立への道"を意味する位置付けのアルバムであり、それを経て、新たな指針としてかねてよりクラシック・アルバムの構想をしており、このタイミングで制作に着手しようと思い立ち、取りかかったという。その第1弾として制作したのが、元はクラシックであったものをポップスとしてアレンジを施したこの曲であった。
歌詞について
原曲が日本でもポピュラーなだけあって、歌詞は何度も書き直しがされ、難産だったという。また、制作するにあたり、作り手の意図をどう受け取りつつ、どのように自分のメッセージを曲に込められるかが大きなポイントだったとのことである。

## AVE MARIA
この曲は、ジュリオ・カッチーニ作曲と書かれているが、正しくは1970年にリリースされたウラディーミル・ヴァヴィロフのアルバム『Лютневая музыка XVI—XVII веков』の収録曲『アヴェ・マリア』のカバー曲。同名楽曲に『新世界』同様、平原オリジナルの歌詞とアレンジを加えて仕上げたもの。原曲の歌詞は「Ave Maria」のみであるが、日本語の歌詞が追加になっている。

## 収録曲
1. 新世界
作詞：平原綾香 / 作曲：アントニン・ドヴォルザーク / 編曲：坂本昌之
2. AVE MARIA
作詞：平原綾香 / 作曲：ジュリオ・カッチーニと書かれているが正しくはウラディーミル・ヴァヴィロフ[1] / 編曲：坂本昌之
3. 新世界（Inst.）
4. AVE MARIA（Inst.）

## 楽曲の収録アルバム
新世界
- 『my Classics!』

AVE MARIA
- 『my Classics!』